# Krasni (Koshejabl)
Krasni (del ruso: Красный) es un jútor del raión de Koshejabl en la república de Adiguesia de Rusia. Está situado a orillas del río Chojrak, 14 km al sur de Koshejabl y 38 km al este de Maikop, la capital de la república. Tenía 209 habitantes en 2010
Pertenece al municipio de Maiski.

## Historia
Fue cabeza del selsovet Bezladni (que era como se conocía la localidad) del raión de Natyrbovo del Óblast Autónomo Adigué entre 1926 y 1929.